# درست همین‌جا منتظرتم
«درست همین جا منتظرتم» (به انگلیسی: Right Here Waiting) تک‌آهنگی از هنرمند اهل ایالات متحده آمریکا ریچارد مارکس است که در ۲۹ ژوئن ۱۹۸۹ به عنوان هشتمین تک‌آهنگ از آلبوم ریپیت آفندر منتشر شد.